# José del Aguila
Pour les articles homonymes, voir Del Águila.
José Javier del Aguila (né le 7 mars 1991 au Guatemala) est un joueur de football international guatémaltèque, qui évolue au poste de milieu de terrain.

## Biographie
En octobre 2011, il réalise un essai avec l'Impact de Montréal, club de MLS.